# Kiheka Township
Kiheka Township est un township du comté de Camden dans le Missouri, aux États-Unis,. En 2010, sa population s'élève à 4 237 habitants.

## Source de la traduction
- (en) Cet article est partiellement ou en totalité issu de l’article de Wikipédia en anglais intitulé « Kiheka Township, Camden County, Missouri » (voir la liste des auteurs).